# Ignacio Genes
Ignacio José Genes Mendoza (Pilar, 31 de julio de 1842 (aproximadamente) - Asunción, 1879) fue un militar paraguayo que combatió en la Guerra de la Triple Alianza, donde tuvo destacada participación en el intento de toma de los acorazados brasileños. Posteriormente fue general, jefe de policía y ocupó otros cargos políticos, ayudando grandemente con la reconstrucción y reorganización del país en la posguerra.

## Primeros años
Se estima que Ignacio Genes nació el 31 de julio de 1842 en Pilar, departamento de Ñeembucú, donde pasó sus primeros años ayudando a su familia en las tareas del campo.

### Inicio de su carrera militar
A los 16 años de edad, en 1858 (aproximadamente) Genes realizó su servicio militar en la guarnición militar de Pilar y luego en el cuartel de Humaitá, iniciando así su carrera en el ejército paraguayo y subiendo de rango poco a poco, destacando como hábil jinete y gran nadador.

### La familia de Genes
Sus padres fueron: Eugenio Genes Amarilla y María Santa Mendoza Benítez.
El 27 de mayo de 1864 Ignacio Genes se casó en la iglesia de Villa Franca con una mujer llamada Trifona Ortiz Gill, con quien tuvo un hijo no reconocido: Félix Ortiz, quien luego tuvo descendencia. Aunque se presume que Genes pudo haber tenido más hijos no reconocidos o con otras parejas extraoficiales posteriormente, algo normal en la época de la posguerra en Paraguay.

## Guerra de la Triple Alianza
En noviembre del año 1864 Paraguay le declara la guerra a Brasil y en marzo de 1865 le declara la guerra a Argentina, iniciando así la Guerra de la Triple Alianza, entre Paraguay contra la alianza de Brasil, Argentina y Uruguay. En ese contexto, Ignacio Genes es movilizado junto con otros oficiales y soldados paraguayos para participar del conflicto.

### Intento de toma de los acorazados brasileños
En 1868, ya con el rango de capitán, Genes llegó a ser ayudante del Mariscal López. Y el 2 de marzo de 1868 en Humaitá, Genes comandó el asalto a los acorazados Cabral y Lima Barros, donde los paraguayos intentaron apoderarse de dos acorazados brasileños, pero los brasileños se percataron y se inició un combate en el cual Genes perdió un ojo y la misión falló, muriendo casi todos los paraguayos involucrados.
Genes sobrevivió y logró regresar nadando, herido y sin ojo fue junto con el mariscal López y le pidió perdón por haber roto su espada y por fallar en su misión. López se sorprendió por su valentía y su cero preocupación por sí mismo y le dijo que no se preocupe, le regaló una nueva espada y lo ascendió a sargento mayor (equivalente actual a mayor).
El fracaso de esta misión hizo que López trasladé su campamento principal de Paso Pucú a San Fernando (a orillas del río Tebicuary).

### Campaña de Humaitá y Pikysyry
Genes siguió combatiendo en varias batallas durante las campañas de Humaitá, Pikysyry y Cordillera, llegando por méritos de combate al rango de teniente coronel a comienzos del año 1869.

#### Batalla de Itá Ybaté
En la Batalla de Itá Ybaté, Genes fue gravemente herido y tuvo que ser trasladado a un hospital en el campamento de Azcurra (Caacupé).

### Campaña de las Cordilleras
En esta última y devastadora campaña de la guerra a fines de 1869 el teniente coronel Ignacio Genes participó en varias batallas y fue ascendido al rango de coronel.

#### Combate de Arroyo Hondo
El coronel Ignacio Genes combatió en la zona de Mbururú y Arroyo Hondo (Juan de Mena) dirigiendo a un grupo de 1000 hombres de manera defensiva por 3 horas para dar tiempo al ejército principal de López a que se retiren a San Estanislao. Esta fue la última vez que el ejército argentino entraría en combate, luego de eso en la guerra solo seguiría el ejército brasileño.

#### Combate de Loma Ruguá
Posteriormente, al coronel Ignacio Genes le fue encomendada la misión de conseguir ganado para alimentar a las tropas del ejército principal de López, que se encontraban en retirada hacía Cerro Corá. Para ello se desplazó junto con un contingente de 2000 hombres (en su mayoría niños mal armados) al norte de San Pedro del Ycuamandiyú en una zona conocida como Loma Ruguá, donde se libró el Combate de Loma Ruguá, en el que las tropas paraguayas al mando del coronel Ignacio Genes fueron rodeadas y se tuvieron que rendir, por lo que Genes fue capturado y llevado como prisionero de guerra a Brasil, donde permaneció unos meses hasta 1871.

## Posguerra
Ignacio Genes tuvo una participación muy activa en la reconstrucción política del estado paraguayo ejerciendo distintos cargos políticos durante la posguerra. Este periodo estuvo caracterizado por una gran inestabilidad política, enfrentamientos civiles y por la ocupación aliada del país (por parte de los ejércitos de Brasil y de Argentina que trataban de imponer su influencia).

### Gobierno de Cirilo Antonio Rivarola - Cayo Miltos - Salvador Jovellanos (1870 - 1874)
Al regresar al país en 1871 Ignacio Genes fue nombrado Jefe Político de Pilar (equivalente actual a Intendente de la ciudad o Jefe de policía).
En 1873 se unió a una de las tantas revoluciones encabezadas por Bernardino Caballero en contra del gobierno paraguayo, en ese entonces presidido por Salvador Jovellanos.

### Gobierno de Juan Bautista Gill (1874 - 1877)
En 1874 los rebeldes se hicieron con el poder y asume la presidencia Juan Bautista Gill. Durante este gobierno, el 9 de junio de 1876 Ignacio Genes fue ascendido a general de brigada y fue nombrado Jefe Político de Asunción (equivalente actual a Comandante de la Policía).
El 22 de junio de 1876 las tropas brasileñas abandonan definitivamente el territorio paraguayo, luego de más de 6 años de ocupación.
Luego de esto, el presidente Juan Bautista Gill tuvo se vio en el dilema de gobernar solo, sin el auxilio ni la ayuda del ejército brasileño, por lo que sus enemigos y opositores vieron la oportunidad de hacerse con el poder. 

El 12 de abril de 1877 el presidente Juan Bautista Gill y su hermano Emilio Gill fueron asesinados de un escopetazo en plena vía pública por Nicanor Godoy y otros implicados que lo ayudaron como Juan Silvano Godoy, Matías Goiburu y José Dolores Molas (respetado veterano de la guerra del 70). A estos sublevados se les unió el expresidente Cirilo Antonio Rivarola que se encontraba en Barrero Grande y que logró juntar unos 400 hombres de otros pueblos del interior del país para marchar hacia la capital y hacer un golpe de Estado. 

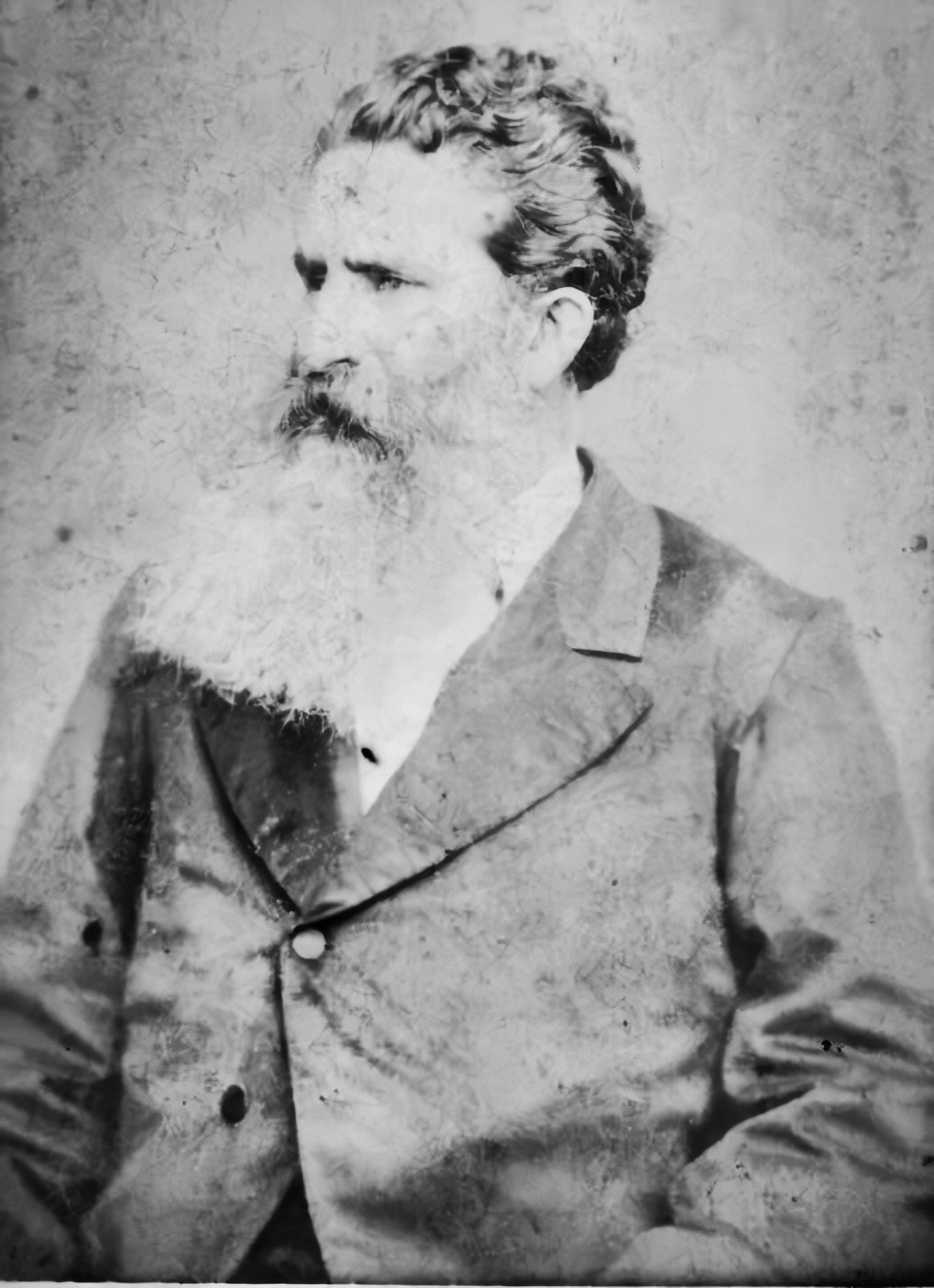
Ignacio Genes durante la posguerra en 1877.

### Gobierno de Higinio Uriarte (1877 - 1878)
Asumió entonces el vicepresidente Higinio Uriarte, quien Inició una serie de represalias contra los responsables del magnicidio de su predecesor. Ignacio Genes por su parte siguió en su cargo de Jefe Político de Asunción (Comandante de Policía).
El 17 de abril Ignacio Genes y Patricio Escobar al mando de tropas del gobierno se enfrentaron y vencieron en Pirayú al bando sublevado de Cirilo Antonio Rivarola que tuvo que refugiarse en los bosques del interior del país y vivir escondido como guerrillero por un tiempo.
Muchos de los implicados fueron capturados y llevados a juicio, en el cual fueron defendidos por el abogado Facundo Machaín, un gran intelectual de la época, quien se perfilaba como candidato favorito de la oposición para las próximas elecciones. La defensa de Machaín era impecable y generó muchas tensiones e inestabilidades en el gobierno y en el pueblo, por ello, el gobierno apresó a Machaín con la excusa de que él también estuvo involucrado en el magnicidio de Gill y que estaba tramando una nueva conspiración.

#### Masacre de la cárcel pública
El 29 de octubre de 1877 en la cárcel pública de Asunción sucedió uno de los episodios más oscuros de la historia paraguaya, calificado por muchos como terrorismo de Estado. Ese día se inició un motín en el que debían escapar José Dolores Molas y Facundo Machaín, pero el gobierno ya tenía conocimiento de esto, así que dejó que esto suceda para poder tener una excusa para matarlos.
La policía al mando de Ignacio Genes actuó rápidamente, ingresando a la prisión y reprimiendo a todos los presos amotinados, matando primero de varios balazos, hachazos y golpes a José Dolores Molas quien había logrado quitarse sus grilletes gracias a una lima que una visita le había entregado y estaba intentando escapar de su celda.
Luego los policías fueron a la celda de Facundo Machaín quien no pudo librarse de sus grilletes aún porque eran muy anchos, Machaín al ver a los policías y darse cuenta de la situación suplicó por su vida diciendo: «¡No me maten que algún día seré útil para mi país!» Pero esto no impidió que igualmente le dieran un balazo y una puñalada, matándolo ahí mismo, los policías le robaron su bolígrafo, reloj, ropa y otras pertenencias de valor que encontraron.
Otros presos también murieron o resultaron heridos. La masacre continuó hasta que la situación se calmó y el motín fue completamente reprimido. El gobierno oficialista había logrado su objetivo, eliminar a parte importante de la oposición.

### Gobierno de Cándido Bareiro (1878 - 1880)
Con la muerte de Machaín ya no había una oposición fuerte, por lo que las elecciones fueron ganadas fácilmente por el candidato oficialista Cándido Bareiro, durante su gobierno Ignacio Genes fue nombrado nuevamente por tercer gobierno consecutivo Jefe Político de Asunción (Comandante de Policía).
Como no podían atrapar al guerrillero Cirilo Antonio Rivarola que se había escondido en los densos bosques del este del país, el gobierno paraguayo de Cándido Bareiro le otorgó una amnistía, que le perdonaba sus crímenes y le permitía volver seguro a la capital paraguaya.
Posteriormente el 31 de diciembre de 1878 el expresidente Cirilo Antonio Rivarola fue asesinado por unos individuos enmascarados en las calles de Asunción, probablemente en venganza por el asesinato del presidente Juan Bautista Gill ocurrido el año anterior.

## Muerte
A comienzos del año 1879 el General Ignacio Genes (Jefe de policía) y el coronel Meza (Jefe de la Escolta de Cirilo Antonio Rivarola) fueron inculpados como responsables por el asesinato del expresidente Cirilo Antonio Rivarola y ambos fueron llevados presos a la cárcel pública de Asunción. 

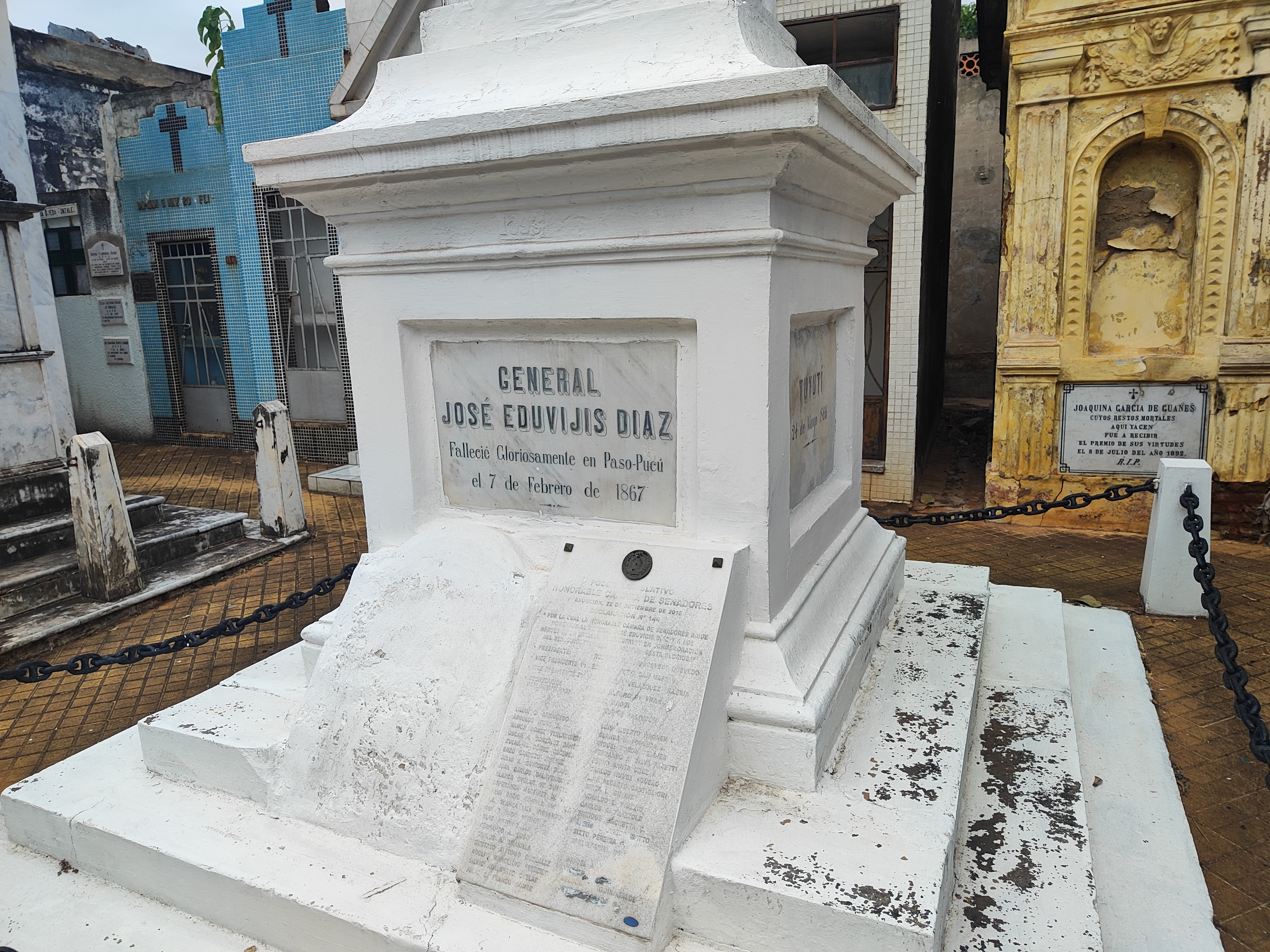
Tumba del General Díaz, donde también fue enterrado el General Genes en 1879.

Ignacio Genes falleció un tiempo después dentro de la cárcel pública en circunstancias extrañas y nunca aclaradas, asesinado o envenenado  Aunque otros afirman que Genes fue apuñalado en plena vía pública.Sea como fuere, Genes fue enterrado en el Cementerio de la Recoleta, en la misma tumba que el General Díaz, donde descansan sus restos hasta la actualidad.
Su muerte formó parte de una serie de venganzas y enfrentamientos entre los distintos bandos políticos de la época, que empezó con la muerte de Germán Serrano (1875) y siguió con Juan Bautista Gill (1877), José Dolores Molas (1877), Facundo Machain (1877), Cirilo Antonio Rivarola (1878), Ignacio Genes (1879), entre otros. Posteriormente, los miembros de esos bandos enfrentados fundarían los principales partidos políticos del país, el Partido Liberal y el Partido Colorado.

## Legado
Muchos consideran a Ignacio Genes como uno de los primeros comandantes de policía del Paraguay que desempeñó correctamente sus funciones, manteniéndose siempre firme con sus órdenes y haciendo todo lo posible con los pocos recursos que tenía para mantener el orden público en el país, en una época donde había mucha inestabilidad política y conflictos civiles.
Otros en cambio lo consideran un personaje infame, por haber participado y apoyado a los gobiernos oficialistas de la época en las distintas represiones, asesinatos y otros crímenes violentos que hubo en contra de la oposición como la masacre de la cárcel pública y el asesinato del expresidente Cirilo Antonio Rivarola.
Sin embargo, la gran mayoría está de acuerdo en que Ignacio Genes fue un gran militar durante la Guerra de la Triple Alianza, que se destacó por su valentía y lealtad combatiendo hasta el final del conflicto, por lo que popularmente es recordado como un héroe por la población paraguaya.

## Homenajes
En su honor el 29 de diciembre de 1917 fue fundado el Club General Genes del barrio Villa Morra de Asunción. En este lugar fue donde sucedió el conocido incidente del avión del Club General Genes, cuando en febrero de 1957 el jugador Roberto Gabriel Trigo de 16 años derribó de un pelotazo una avioneta que estaba volando bajo en medio de un partido contra el Club Presidente Hayes, no hubo víctimas fatales y la aeronave pudo aterrizar bien en un terreno cercano a unos 200 metros, el hecho apareció en todos los periódicos de la época.
El barrio General Ignacio Genes de la ciudad de Pedro Juan Caballero también fue nombrado en su honor.
En Juan de Mena, departamento de Cordillera existe un monumento en su honor por el Combate de Arroyo Hondo.

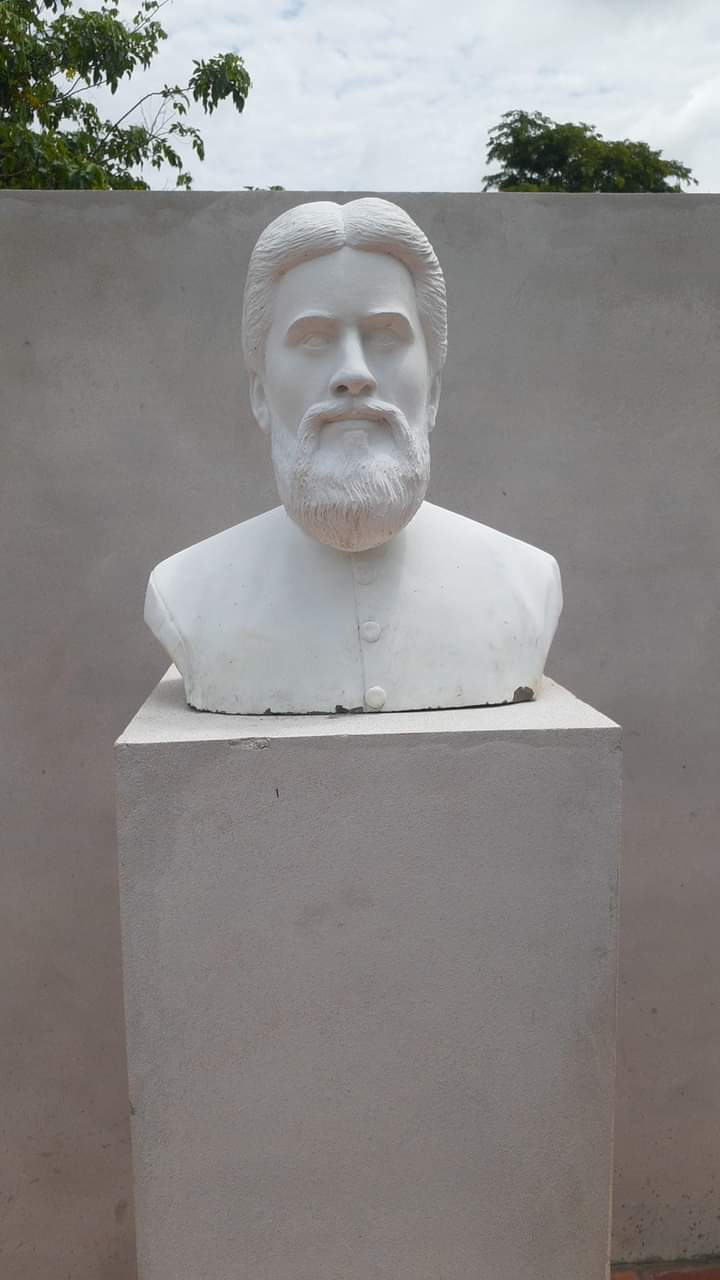
Busto en honor a Ignacio Genes por el Combate de Arroyo Hondo en Juan de Mena.

Algunos historiadores paraguayos consideran que el General Ignacio Genes es un candidato digno de ser trasladado al Panteón Nacional de los Héroes.